# Gheorghe Gomoiu
Gheorghe Gomoiu (n. 11 ianuarie 1928, Olteni, Prahova - d.?) a fost un general român, membru plin al Comitetului Central al PCR din noiembrie 1974.
A fost înaintat la gradul de general-maior (cu o stea) în 20 august 1969. A îndeplinit apoi funcția de ministru adjunct al apărării (23 ianuarie 1975 – 9 martie 1987) și secretar al Consiliului Politic Superior al Armatei. A fost înaintat la gradiul de general-locotenent (cu două stele) în 7 mai 1977. A fost membru al „Consiliului Apărării” al RSR între 1983-1989. Generalul Gheorghe Gomoiu a fost președintele Comitetului Olimpic și Sportiv Român în perioada 1987–1989.
A fost trecut în retragere pe data de 6 februarie 1990.

## Distincții
- Ordinul Muncii clasa a III-a (12 august 1959) „pentru contribuția activă la întărirea regimului democrat-popular”[10]
- Medalia „40 de ani de la înființarea Partidului Comunist din Romînia” (6 mai 1961) „pentru merite în activitatea de partid și întărirea regimului democrat-popular”[11]
- Ordinul „23 August” clasa a V-a (10 august 1964) „pentru merite deosebite în opera de construire a socialismului, cu prilejul celei de a XX-a aniversări a eliberării patriei”[12]
- Ordinul „Steaua Republicii Socialiste România” clasa a V-a (25 decembrie 1967) „pentru merite deosebite în opera de construire a socialismului, cu prilejul celei de-a XX-a aniversări a proclamării Republicii”[13]
- Ordinul „Steaua Republicii Socialiste România” clasa a IV-a (20 aprilie 1971) „pentru merite deosebite în opera de construire a socialismului, cu prilejul aniversării a 50 de ani de la constituirea Partidului Comunist Român”[14]